# يوم كولمبوس
يوم كولمبوس هو إجازة وطنية في العديد من الدول في القارات الأمريكيتين وأوروبا وغيرها حيث يقام احتفالا سنويا بمناسبة اكتشاف كريستوفر كولمبوس لقارتي أمريكا الشمالية وأمريكا الجنوبية لأول مرة في 12 اكتوبر 1492م. ويحتفل بيوم كولمبوس بالولايات المتحدة كما يحتفل بعدة أيام أخرى مثل "ديا دي لا رازا" والتي تعني في عدة دول في اميركا اللاتينية وأيضاً مثل«ديا دي لا هسبانيداد»(يوم كولمبوس) وفيستا ناسيونال (عطلة وطنية) في إسبانيا، وكما أنه يعتبر احتفالية دينية«لا فيرجن ديل بيلار».و يحتفل به أيضاً باميركا«ديا دي لاس اميريكاز" والذي يعني (يوم اميركا) في دولتي بليز والأوروغواي وأيضاً مثل» ديسكفري داي«(يوم الاكتشاف) في الباهاما وأيضاً في الأرجنتين "ديا ديل ريسبيتو ا لا ديفيرسيداد" (يوم احترام التنوع الثقافي), وأيضاً يحتفل ب» جيورنتا ناسيونالي دي كريستوفورو كولومبو" (اليوم الوطني لكريستوفور كولمبوس) أو" فيستا ناسيونالي دي كريستوفورو كولومب"و في إيطاليا والأحياء الإيطالية حول العالم.ان هذه العطل لم يكن يحتفل بها رسميا في أواخر القرن 18 إلا انها باتت رسما في مختلف الدول في اوائل القرن العشرين.

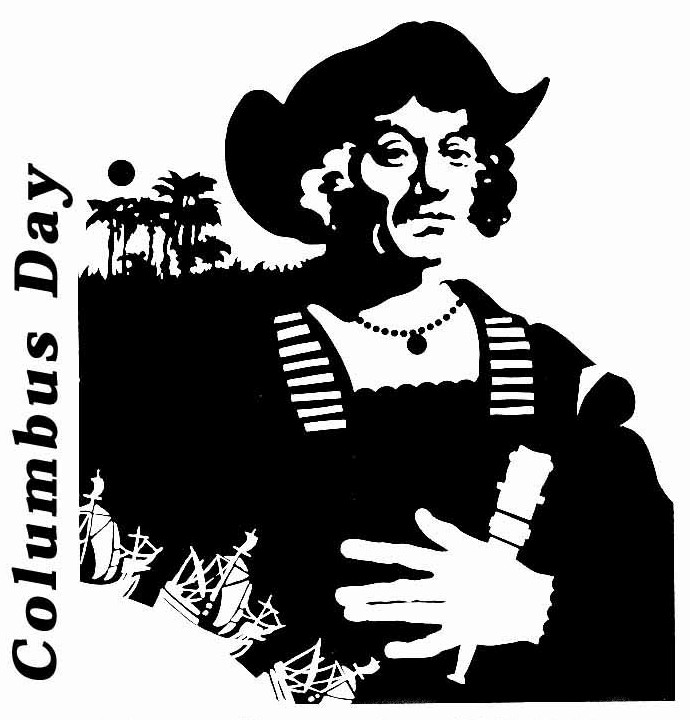
رسم هذه اللوحة وزارة الدفاع في الولايات المتحدة

## تاريخه

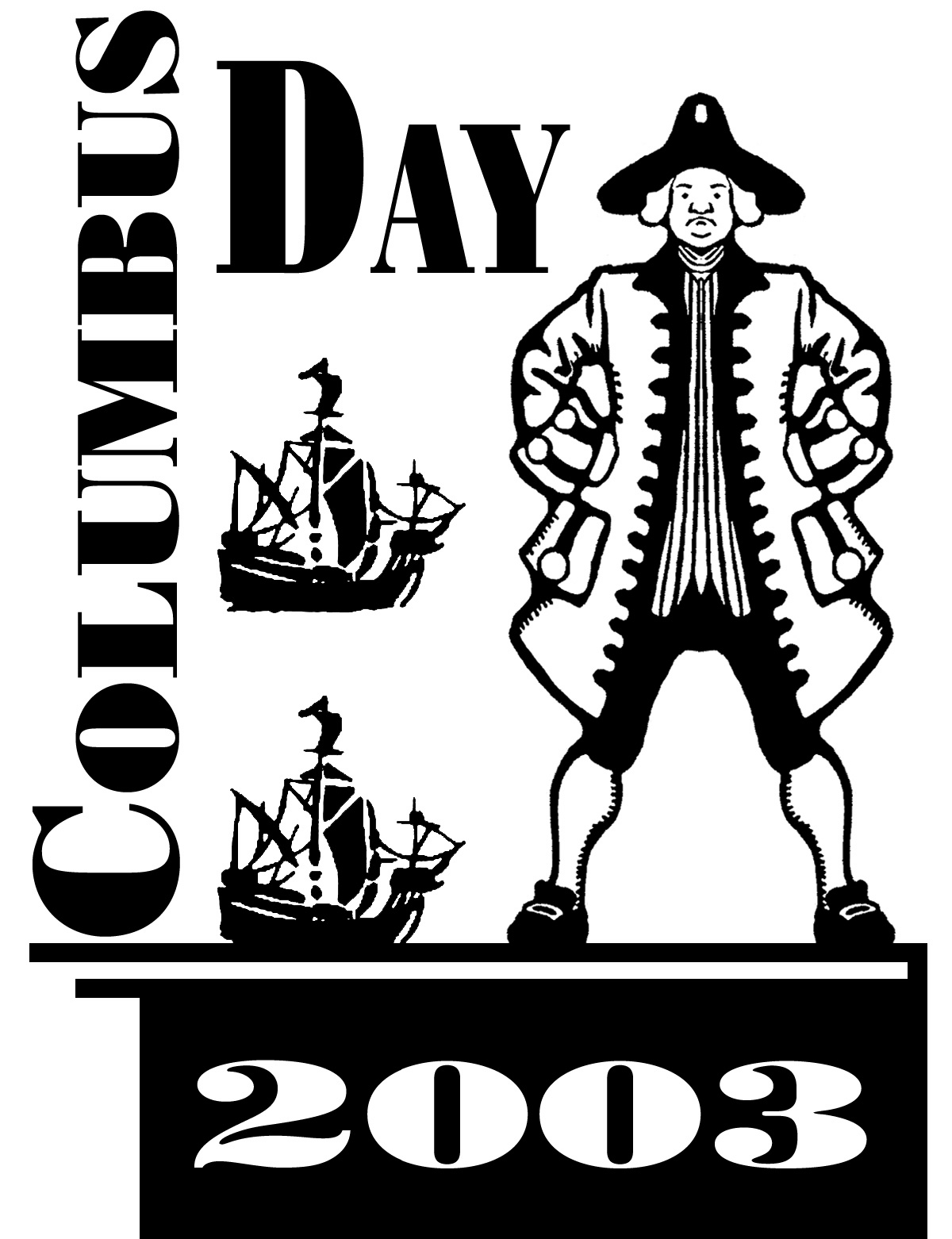
ملسق يحتوي على يوم كلمبوس كعيد سنة 2003

أصبح «كولمبوس داي» (يوم كولمبوس) إجازة رسمية لأول مرة في كولورادو عام 1906م وثم أصبح إجازة معتمدة في الولايات المتحدة عام 1937م رغم ان الناس كانو يحتفلون برحلة كولمبوس منذ فترة الاستعمار.وفي عام 1792م احتفلت ولاية نيويورك وباقي الولايات الاميركية في الذكرى 300 لوصوله واكتشافه العالم الجديد. كما وأن الرئيس بنجامين هاريسون دعا الشعب الأمريكي للاحتفال بكولمبوس داي في الذكرى ال400 له.وخلال الذكرى المئوية الرابعة في عام 1892م قام المعلمون والخطباء والشعراء والسياسيون بإستغلال هذا اليوم لترسيخ القيم الوطنية التي تمثلت في عدة مواضيع كالحدود وواجبات المواطنين وأهمية الولاء للوطن والاحتفال بالتقدم الاجتماعي.
إن الكثير من الإيطاليين الأمريكيين يحتفلون ب«كولمبوس داي»(يوم كولمبوس) باعتباره احتفالاً بتراثهم، حيث إحتفِلَ به لأول مرة في مدينة نيويورك في 12 من اكتوبر من عام 1866م. كان«كولمبوس داي»(يوم كولمبوس) أول إجازة رسمية منصوص عليها في الولايات المتحدة من خلال ضغط انجيلو نوس الذي كان واحدا من الجيل الإيطالي الأول في دنفر.حيث أعلن أول عطلة يوم كولومبوس على مستوى الولاية من قبل حاكم كولورادو «جيسي واو ماكدونالد» في عام 1905م، وجعله عطلة رسمية في عام1907م.كما أعلن الكونغرس والرئيس فرانكلين ديلانو روزفلت 12 أكتوبر عطلة فيدرالية تحت اسم يوم كولومبوس نتيجة للضغط الذي مارسته فرسان كولمبوس ومدينة نيويورك بقيادة الزعيم الإيطالي جنروسو البابا.
منذ 12 أكتوبر 1970 أصبح يوم كولمبوس إجازة رسمية ثابتة في يوم الاثنين بتاريخ 2 اكتوبرمن كل عام والذي كان بالصدفة موافقا لتاريخ عيد الشكر في كندا المجاورة منذ عام 1959م. حيث تعتبره البنوك، وسوق السندات، وخدمة البريد الأمريكية ووكالات رسمية أخرى ومعظم مكاتب الولاية الحكومية والعديد من الشركات ومعظم مديريات التعليم إجازة رسمية وتأخذها بعين الاعتبار إلا أن بعض الشركات وسوق الأسهم تبقى على راس العمل كما وتمتنع بعض الولايات والمديريات عن أخذ العطلة. التاريخ التقليدي للعطلة أيضا قريب من ذكرى القوات البحرية للولايات المتحدة (التي تأسست 13 أكتوبر 1775)، وبالتالي كلتا المناسبتين معتمدة من قبل القوات البحرية (وعادة من قوات مشاة البحرية أيضا) حيث يحق لهم الحصول على فترة راحة تتراوح مابين 72 إلى 96 ساعة.

## الاحتفال المحلي بيوم كولومبوس

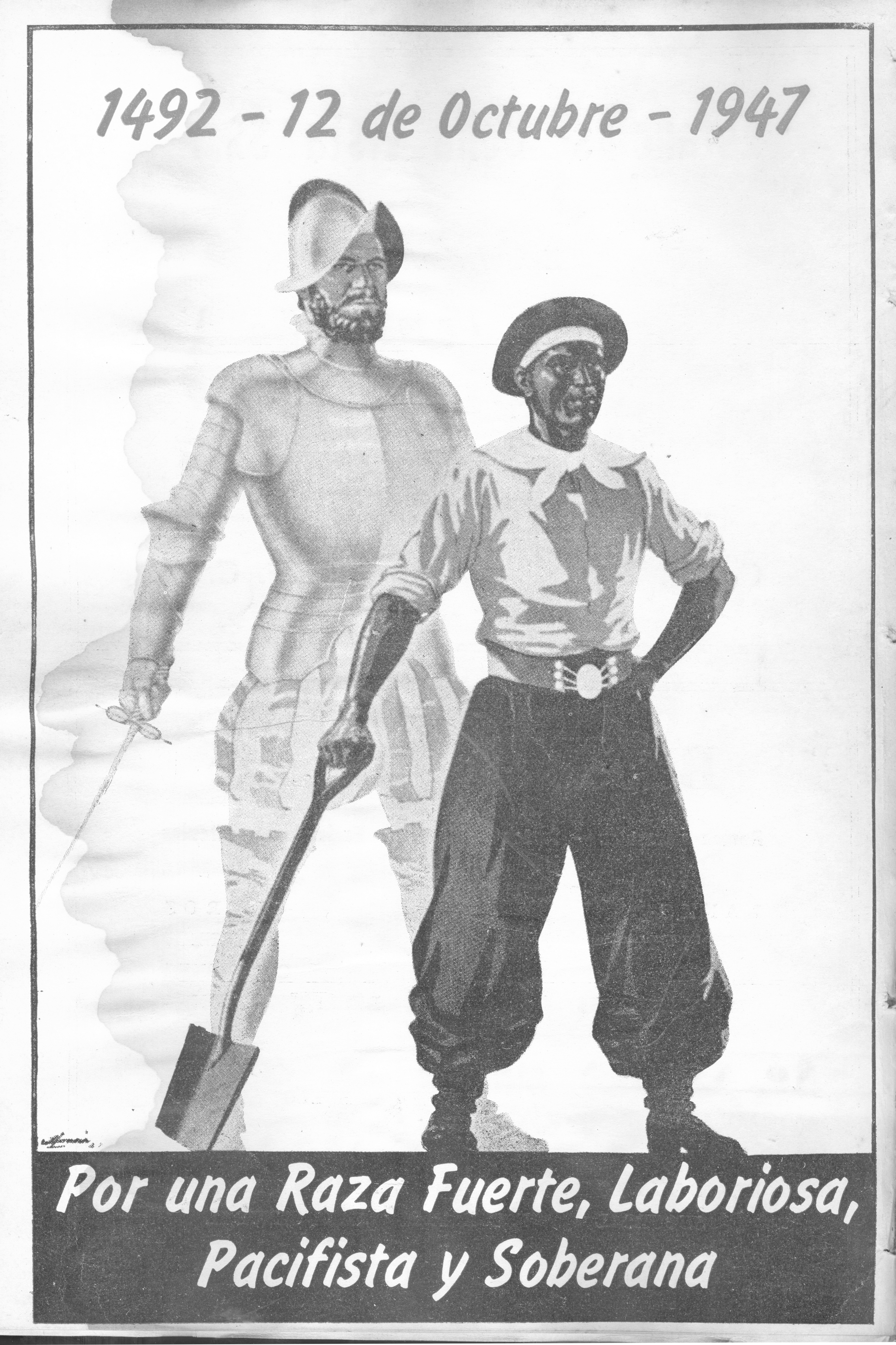
ملصق الحكومة الأرجنتينية من عام 1947يوضح مفهوم كولمبوس

يختلف الاحتفال الفعلي في أجزاء مختلفة من الولايات المتحدة، من مسيرات وفعاليات وعدم التقيد بمراسم معينة. معظم الولايات يحتفلون بيوم كولمبوس باعتباره إجازة رسمية ورغم ان الكثير يعتبرونه (يوما للاحتفال) أو (تقدير وعرفان) فانه على الاقل أربعة ولايات لا تعترف به على الإطلاق.معظم الولايات (بما في ذلك الولايات التي لا تعترف به كإجازة رسمية) تغلق المدارس والخدمات الحكومية الأخرى، بينما بعضها الآخر تبقي تعمل كالمعتاد.
تفخر ولاية سان فرانسسكو بأنها اقدم شعب موجود والذي يحتفل باستمرار برفقة المجتمع الإيطالي الأمريكي باستعراض عسكري في يوم كولمبوس سنويا كما وتفتخر ولاية نيويورك باكبر عرض عسكري.وكما هو الحال في معظم الأراضي الأمريكية فان يوم كولمبوس هو عطلة رسمية أيضاً في جزيرة (بويرتو ريكو) التابعة للولايات المتحدة. في جزر فيرجن التابعة للولايات المتحدة يتم الاحتفال بيوم كولمبوس و (بويرتو ريكو فريند شيب داي) (يوم الصداقة بين الولايات المتحدة وبوريتوريكو).وأيضاً تحتفل ولاية فرجينيا بعطلتين رسميتين في يوم واحد، بيوم كولمبوس و«يوم يوركتاون فاكتوري» حيث يفخر بالنصر الاخير في معركة يوركتاون في الحرب الثورية.

## غير معترف به
هاواي وألاسكا، ولاية أوريغون، وجنوب داكوتا هي ولايات أمريكية لا تعترف بيوم كولومبوس على الإطلاق، على الرغم من ان هاواي وساوث داكوتا تعتبر هذا اليوم يوما للعطلة أو الاحتفال إلا ان هاواي تحتفل به إحياء لذكرى البولينيزيين الذين اكتشفوا هاواي بنفس اليوم (يوم كولمبوس) وهو في تاريخ 2 أكتوبر وبالرغم من اختلاف الأسماء الآن الاعتراض على الاحتفال بيوم كولمبوس لم ينتهي. لا تعتبر حكومة ولاية هاواي لا «يوم كولمبوس» ولا«يوم اكتشاف هاواي» كإجازة رسمية فالمكاتب الحكومية والمدارس تمارس اعمالها كالمعتاد.بينما تحتفل ولاية ساوث داكوتا بما تسميه «نايتف اميريكان داي»(يوم الامركيين الاصليين) بدلا من يوم كولمبوس. لا تعتبر ولاية أوريغون يوم كولمبوس كعطلة رسمية ولا إحياءا للذكرى، فتمارس المدارس والمكاتب الحكومية اعمالها كالمعتاد. لا تحتفل ايوا ونيفادا بيوم كولومبوس باعتباره عطلة رسمية ولكن الحاكم يطلب (اذنا وطلبا) من التشريع الاساسي للاعتراف به كيوم عطلة رسمية من كل عام.
العديد من الولايات الأخرى لم تعد تتخذ يوم كولمبوس كيوم إجازة مدفوعة الاجر للموظفيين الحكوميين ولكنها لازالت تعترف به كيوم عطلة رسمية اويوم تقدير وعرفان لاسباب أخرى مثل ولايتي: كاليفورنياوتكساس.
قامت مدينتي بيركيلي وكاليفورنيا باستبدال يوم كولمبوس بيوم السكان الاصليون عام 1992م وتبع هذه النقلة عدة مناطق مثل: سيباستوبول وسانتا كروز وكاليفورنيا ومقاطعة داين وويسكونسن ومينيابوليس-سانت بولو ومينيسوتا وسياتل وواشنطون. العديد من القبائل الحاكمة في أوكلاهوما غيرت اسم«يوم كولمبوس» إلى«نايتيف اميريكان داي» (يوم السكان الاصليين. في ربيع عام 2016 قام طلاب وأعضاء كليات جامعة يوتا بالتصويت لاعتماد يوم السكان الاصليين بدلا من يوم كولمبوس، لزيادة الضغط على حكومة يوتا لفعل المثل.

## ديا دي لا رازا
يتم الاحتفال في العديد من دول اميريكا اللاتينية في يوم وصول كولمبوس إلى اميريكا. الاسم الأكثر شيوعا للاحتفال في إسبانيا (الذي يضم بعض مجتمعات اميريكا اللاتينية في الولايات المتحدة) هو«ديا دي لا راز» يوم كولمبوس«ا (يوم الاجناس) أو» داي اوف هيسبانيك بيبول«(الاشخاص الذين يتحدثون الإسبانية ولكن يعيشون في أمريكا اللاتينية) إحياءا لأول لقاء بين الاوربيون والاميركيين حيث احتفل به لأول مرة في الأرجنتين في عام 1917 م وفي فنزويلا وكولومبيا في عام 1921م وفي تشيلي عام 1922م وفي المكسيك عام 1928م. حيث كان يحتفل بهذا اليوم تحت هذا المسمى في إسبانيا حتى عام 1957م عندما تغير اسمه إلى» ديا لا دي هيسبانديد وفي فنزويلا حتى عام 2002م عندما تغير مسماه إلى «ديا لاريسيسنتيا يندجينا»(يوم للمقاومة السكان الأصليين). في الاصل، تم ابتكار الاحتفال بالاشخاص ذو الاصول اللاتينية «الاسبانيين» المقيمين في اميركا كاحتفال مكمل في إسبانيا واميركا اللاتينية.
أصبح من الاحتفالات المحلية المشاهدة في أمريكا اللاتينية ولكن موافق ل«يوم كولمبوس» احتفالا بوصول الاجناس العريقة والثقافات والمقاومة مقابل وصول الاوربيون لاميركا. في الولايات المتحدة أصبح يوم «ديا دي لا رازا» معروفا كوقت لاحتشاد ونشاطات الاشخاص الاسبانيين وخصوصا في عام 1960. ومنذ ذلك الحين عرف «دي لارازا» بفترة نشاطات الاشخاص ذوي الاصول اللاتينية«الاسبانيين» والتي اثارت ضجة.حيث ظهرت لأول مرة في واشنطون في يوم كولمبوس في مارس من عام 1996م. وبقي الاسم كأكبر منظمة إسبانية اجتماعية عادلة، المنظمة الوطنية لارازا.

## كولومبيا
ان كولومبيا هي البلد الوحيد في العالم الذي أخذ الاسم من كولمبوس نفسه احتفال«إل ديا دي لا رازا» والذي اخذه كفرصة للاحتفال بالتقاء «العالمين» والاثر الناتج عن عملية (تمازج الأجناس) والتقاء الثقافات.

## فنزويلا
احتفلت فنزويلا بيوم كولمبوس «ديا دي لا رازا» مابين عام 1921 إلى عام 2002 م مع العديد من اميركا اللاتينية الأخرى. احتفل بهذا اليوم في الاصل كإجازة رسمية في عام 1921م تحت حكم الرئيس خوان فيسنتي غوميز. وفي عام 2002م تحت حكم الرئيس هوجو شافيزتغير اسمه إلى عيد المقاومة الأصلية (يوم للمقاومة السكان الأصليين) للاحتفال بمقاومة الشعوب الأصلية في المستوطنات الأوروبية.وفي 12 أكتوبر عام 2004م احتشد جموع من الناشطين المؤيدين للحكومة لإسقاط تمثال كريستوفر كولومبوس في كراكاس ورش كتابات على قاعدته.حيث نشر موقع ابوريا الإلكتروني والذي كان مؤيدا لشافيز:«ان ماحصل في 12 أكتوبر 2004م عند اسقاط تمثال كولمبوس هو مشابه تماما لما حصل في بغداد عند اسقاط تمثال صدام حسين العام الماضي».

## كوستا ريكا
منذ عام 1994 قامت كوستا ريكا بتغير اسم يوم كولمبوس إلى يوم الثقافات للتعرف على مزيج القافات الأوروبية والأمريكية والأفريقية والاسيوية والذي يساعد على تشكيل ثقافة كوستا ريكا.

## الاحتفال الكاريبي
وأيضاً بعض البلاد الكاريبية تحتفل باجازات تابعا ليوم كولمبوس.فمثلا في بليز 12 أكتوبر هو يوم للاحتفال بيوم الامريكين أو يوم البلاد الاميركية وفي جزر الباهاما كان يحتفل به باسم "ديسكفري داي"يوم الاكتشاف" حتى عام 2001م عندما استبدل باسم "يوم الابطال الوطنيين".

## إيطاليا
منذ القرن الثامن عشر، العديد من المجتمعات الإيطالية التي تعيش في اميركا تحتفل "باكتشاف العالم الجديد" كاحتفال بشخصيتهم التاريخية كريستوفر كولومبوس (وتسمى في الإيطالية "كريستوفورو كولومبو) والذي كان مستكشف إيطالي وهو مواطن من جمهورية جنوة.يحتفل بيوم كولمبوس رسميا في إيطاليا منذ عام 2004 حيث يسمى رسميا "جيورانتا ناسيونالي دي كريستوفورو كولومبو" (اليوم الوطني لكريستوفر كولمبوس)كما واستحدثت "الجامعة البحرية الإيطالية"(ذا ليجا نافالا ايتاليانو) يوم " ريجاتا دي كولمبو"(يوم سباق القوارب البحرية) كاحتفال بانجازات كولمبوس وقام الإيطاليون أيضاً بتسمية العديد من السفن المدنية والعسكرية احتفالا به، مثل باخرة عابرة للمحيطات كريستوفورو كولومبو.

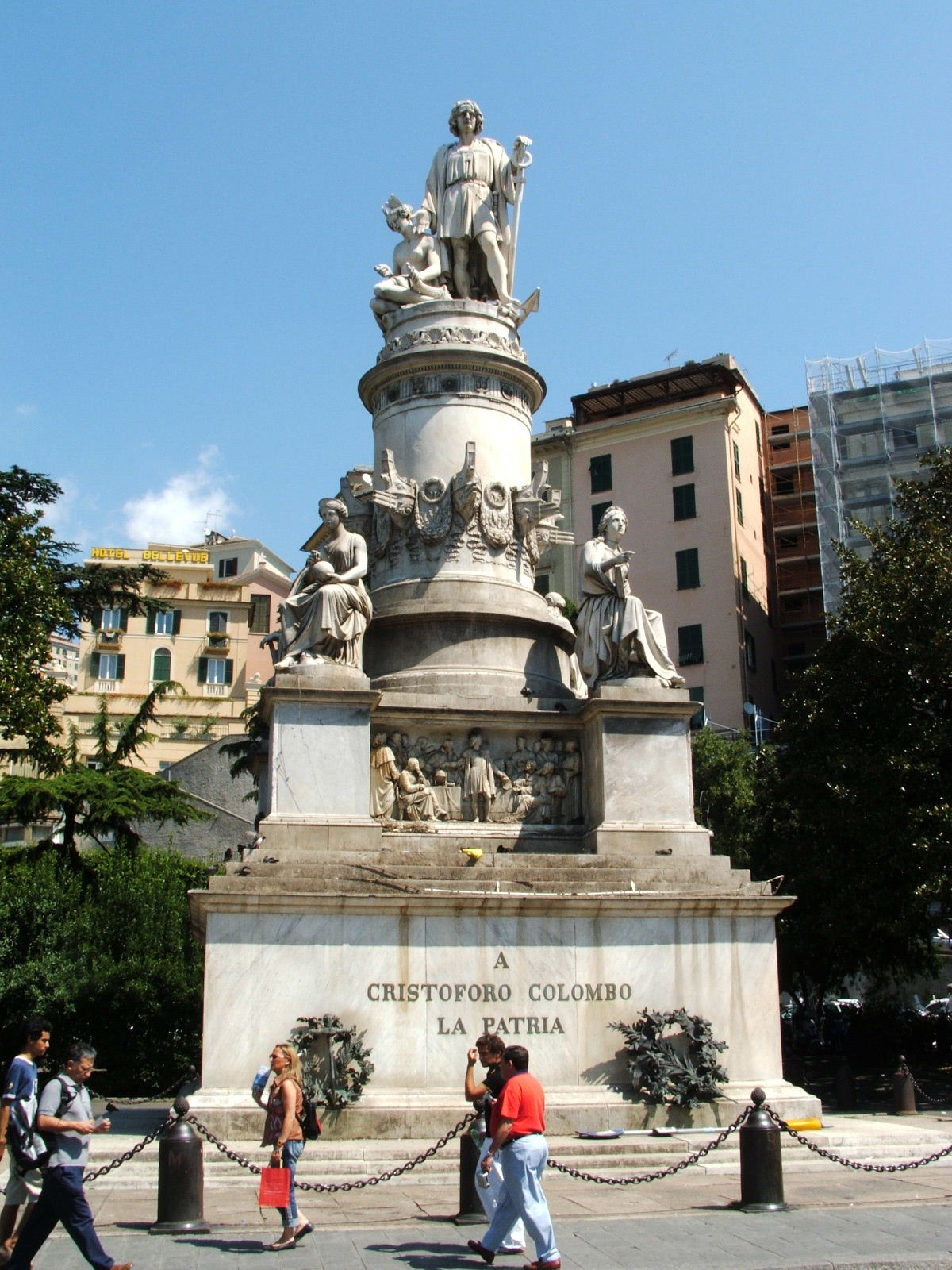
النصب التذكاري لكريستوفركولومبوس في جنوه، إيطاليا

## إسبانيا
قامت إسبانيا بالاحتفال بالذكرى السنوية لوصول كولمبوس إلى اميركا باعتباره اليوم الوطني منذ عام 1987م. سابقا كانت تحتفل إسبانيا بيوم كولمبوس كتاكيد على علاقات إسبانيا مع المجتمع الدولي الإسباني.وفي عام 1981م اصدر بمرسوم ملكي الاحتفال بيوم كولمبوس باعتباره عيدا وطنيا. ومع ذلك، في عام 1987 تم تغيير الاسم إلى «العيد الوطني»، و«12 أكتوبر» فأصبح واحد من اثنين من الاحتفالات الوطنية بالجانب من«يوم الدستور» في السادس من ديسمبر. تم تغيير وقت اليوم الوطني الإسباني عدة مرات خلال فترة تغيير نظام الحكم في القرن العشرين، ولكن تم تعيينه في يوم كولمبوس كحل وسط بين المحافظين الذين الذين يريدون التأكيد على وضع النظام الملكي والتاريخ الإسباني، والجمهوريين، الذين يريدون إحياء الديمقراطية في إسبانيا كعطلة وطنية. منذ عام 2000، كان 12 أكتوبر أيضا اليوم الإسباني للقوات المسلحة، الذي يحتفل به كل عام مع عرض عسكري في مدريد. ومع ذلك فانه لا يتم الاحتفال به على نطاق واسع في إسبانيا.حيث لا يوجد الكثير من الاستعراضات العسكرية الأخرى والمسيرات الكبيرة أو غيرها من المناسبات ولكن بالعموم فإن الاحتفالات ب«عيد سيدة بيلار» (مهرجانات ديل بيلار) تغلبت عليه..

## للإستزادة
- رحلات كولومبوس